# Domus de Terpsícore (Valencia)
El Domus de Terpsícore es el nombre que se le da a los restos arqueológicos, datados de la segunda mitad del siglo II d. C., que se descubrieron debajo de la actual sede de las Cortes Valencianas, durante las obras que se realizaron, tras la compra, en 1986, de dos inmuebles (los números 4 y 6) en la calle Unión, para la ampliación de las Cortes Valenciana, obra dirigida por Manuel Portaceli Roig.
El nombre se lo debe al mosaico encontrado con la musa de la danza y la poesía lírica, en las excavaciones.
De la casa, lo más destable fueron los fragmentos de pintura mural correspondientes a un lienzo de pared. La decoración se estructuraba en dos cuerpos separados por filetes. La parte superior presenta un desarrollo de cenefa corrida con decoración de racimos de uvas. El cuerpo principal se divide en cuadros separados por interpanel con motivo de candelabros figurados, coronados por erotes.
En el panel central, sobre fondo rojo cinabrio, se representa una figura femenina togada. Por detrás de sus piernas se oculta un elefante que deja ver sus colmillos.
El registro decorativo original contaba con un zócalo de falso mármol moteado en verde, una parte media formada por paneles en rojo cinabrio decorados con figuras femeninas centradas, acompañadas de distintos elementos: una palmera, un cocodrilo y un elefante y, junto a ellas, una figura masculina de cabello ensortijado, tocada con gorro puntiagudo y ataviado con túnica corta. Estas figuras se han interpretado como personificaciones de distintas provincias del Imperio Romano, considerando los expertos que quizás ésta represente a Mauritania.
La parte superior presentaba cenefa corrida de racimos de uvas sobre fondo negro.